# Carmen Balagué
María del Carmen Balagué Valls (Barcelona, España, 17 de julio de 1952), más conocida como Carmen Balagué es una actriz española, conocida por su papel de Casandra en Cuéntame cómo pasó y Nieves Cuesta en la serie Aquí no hay quien viva.

## Biografía
Cuenta con una gran experiencia cinematográfica, habiendo intervenido en títulos dirigidos por prestigiosos cineastas españoles como Pedro Almodóvar, Manuel Gómez Pereira, Mariano Barroso, Dunia Ayaso y Félix Sabroso, Chus Gutiérrez, Eva Lesmes, Manuel Iborra o su marido Joaquín Oristrell, con el que tiene dos hijos en común.
También ha participado en montajes teatrales y series de televisión, destacando sus papeles en Querido maestro y más recientemente, Aquí no hay quien viva y Cuéntame cómo pasó.
En 2019 protagoniza Señoras del (h)AMPA, serie de Telecinco donde interpreta a Remedios, junto con Malena Alterio, Mamen García, Nuria Herrero y Toni Acosta.

## Filmografía

### Cine
| Año  | Título                                    | Personaje               | Notas                  |
| ---- | ----------------------------------------- | ----------------------- | ---------------------- |
| 1987 | Calé                                      | Elena                   | Debut en el cine       |
| 1990 | Contra el viento                          | Dolores                 |                        |
| 1992 | Salsa rosa                                | Directora del hospital  |                        |
| 1992 | Yo me bajo en la próxima, ¿y usted?       | Secretaria              | Cameo                  |
| 1993 | Mi hermano del alma                       | Limpiadora              |                        |
| 1994 | Todos los hombres sois iguales            | Pilar                   |                        |
| 1995 | Boca a boca                               | Portera                 |                        |
| 1996 | Alma gitana                               |                         | Cameo                  |
| 1996 | África                                    | Rosa                    | Cameo                  |
| 1996 | Pon un hombre en tu vida                  | Enfermera de la UCI     |                        |
| 1996 | El amor perjudica seriamente la salud     | Pasajera                |                        |
| 1997 | Retrato de mujer con hombre al fondo      | Clienta                 |                        |
| 1997 | Completo confort                          | Clienta                 |                        |
| 1997 | Perdona bonita, pero Lucas me quería a mí | Camarera                | Cameo                  |
| 1997 | ¿De qué se ríen las mujeres?              |                         | Cameo                  |
| 1998 | Nada en la nevera                         | Mujer del marido infiel |                        |
| 1998 | El grito en el cielo                      | Merche                  |                        |
| 1999 | Entre las piernas                         | Begoña                  |                        |
| 1999 | Todo sobre mi madre                       | Actriz de teatro        | Cameo                  |
| 1999 | Pepe Guindo                               | Madre                   | Voz                    |
| 2000 | Nosotras                                  | Neli                    | Principal Protagonista |
| 2000 | Km. 0                                     | Chica del kilómetro 0   |                        |
| 2001 | Sin vergüenza                             | Nacha                   |                        |
| 2001 | Sagitario                                 | Marta                   |                        |
| 2001 | Salvajes                                  | Sonsoles                |                        |
| 2002 | Majoria absoluta                          | El gat                  | Voz                    |
| 2004 | Cosas que hacen que la vida valga la pena | Farmacéutica            |                        |
| 2004 | Mobbing                                   | Ana                     |                        |
| 2006 | Va a ser que nadie es perfecto            | Cajera                  |                        |
| 2008 | Dieta Mediterránea                        | Madre                   |                        |
| 2011 | La Trinca: la biografía no autorizada     | Germinal Torrelló       | Tv Movie               |
| 2012 | Volare                                    | Pau                     | Tv Movie               |
| 2015 | Solo Hablar                               |                         |                        |

### Televisión
| Año         | Título                          | Personaje           | Notas        |
| ----------- | ------------------------------- | ------------------- | ------------ |
| 1985        | Platos rotos                    | Angus               | 5 episodios  |
| 1988        | Gatos en el tejado              | Belinda             | 4 episodios  |
| 1989        | El olivar de Atocha             | Ama                 | 5 episodios  |
| 1989        | Delirios de amor                | Taxista             | 1 episodio   |
| 1990        | Eva y Adán, agencia matrimonial | Enfermera           | 1 episodio   |
| 1991        | Las chicas de hoy en día        | Cartera             | 12 episodios |
| 1992        | Hasta luego, cocodrilo          | Laura               | 5 episodios  |
| 1992        | Quico                           |                     | 1 episodio   |
| 1993        | I ara què, Xènia?               | Correctora          | 1 episodio   |
| 1994-1996   | Canguros                        | Amparo              | 65 episodios |
| 1995        | Mar de dudas                    | Jueza               | 1 episodio   |
| 1995        | Pepa y Pepe                     | Raquel              | 18 episodios |
| 1997-1998   | Querido maestro                 | Ángeles Fuentes     | 39 episodios |
| 1998        | La vida en el aire              | Doctora             | 1 episodio   |
| 2000        | ¡Qué grande es el teatro!       |                     | 1 episodio   |
| 2002-2004   | Majoria absoluta                | Marta               | 67 episodios |
| 2004-2006   | Aquí no hay quien viva          | Nieves Cuesta       | 34 episodios |
| 2007        | La Vía Augusta                  | Lívia               | 1 episodio   |
| 2008-2009   | 13 anys i un dia                | Margot              | 24 episodios |
| 2009        | 50 años de                      | Ester Morán         | 1 episodio   |
| 2010-2011   | La Riera                        | Mariona Riera Sarsa | 19 episodios |
| 2012        | Hospital Central                | Sandra              | 1 episodio   |
| 2014        | La que se avecina               | Marisa              | 1 episodio   |
| 2014        | Aida                            | Lourdes             | 1 episodio   |
| 2016 - 2023 | Cuéntame como pasó              | Casandra            | 79 episodios |
| 2017        | Tiempos de guerra               | Manuela de la Maza  | 13 episodios |
| 2019-2021   | Señoras del (h)AMPA             | Remedios            | 17 episodios |
| 2024        | HIT                             | Clara               | 8 episodios  |
| 2025        | Manual para señoritas           | Juana               |              |

### Cortometrajes
| Año  | Título                                    | Notas                     |
| ---- | ----------------------------------------- | ------------------------- |
| 1994 | Carranze                                  | De José García Hernández  |
| 1995 | Hábitos                                   | De Juan Flahn             |
| 1997 | Completo comfort                          | De Juan Flahn             |
| 1997 | Todo, todo, todo, todo                    | De Juan Flahn             |
| 1998 | El pez                                    | De Miguel Ortiz           |
| 2004 | Si es usted una mujer maltratada marque 1 | De Yolanda García Serrano |